# François Pagi
Pour les articles homonymes, voir Pagi.
François Pagi est un historien et religieux, né à Lambesc en 1654 et mort en 1721. 

## Biographie
Il est le neveu d'Antoine Pagi et l'oncle de Joseph Albert Pagi
Il fut le collaborateur de son oncle dans la critique de Baronius, et a donné, à ce sujet, Breviarium historico-chronologicum (Anvers. 1717-1727, 4 vol. in-4°), dont Langlet-Dufresnoy s’est beaucoup servi.

## Source
« François Pagi », dans Pierre Larousse, Grand dictionnaire universel du XIXe siècle, Paris, Administration du grand dictionnaire universel, 15 vol., 1863-1890 [détail des éditions].